# 约伊·伯内
约伊·伯内（荷蘭語：Joy Beune，1999年4月28日—），荷兰女子速度滑冰运动员，2019年世界单程距离速度滑冰锦标赛女子团体追逐赛银牌得主、2024年世界单程距离速度滑冰锦标赛女子5000米、女子团体追逐赛金牌得主和女子1500米铜牌得主。